# Walter Osta
Walter Osta (Pieve di Cadore, 9 agosto 1970) è un ex sciatore freestyle italiano.

## Biografia
Nato a Pieve di Cadore, in provincia di Belluno, nel 1970, a 21 anni ha partecipato ai Giochi olimpici di Albertville 1992, nelle quali il freestyle faceva il suo esordio olimpico, nella gara di gobbe, concludendo le qualificazioni al 37º posto, con 15.81 punti, non riuscendo ad arrivare in finale, alla quale accedevano i primi 16.
L'anno successivo si è classificato 65º, sempre nelle gobbe ai Mondiali di Altenmarkt im Pongau, in Austria.
A 23 anni ha preso parte ancora alle Olimpiadi, quelle di Lillehammer 1994, sempre nelle gobbe, terminando 29º nelle qualificazioni, con 14.13 punti, anche in questo caso non accedendo alla finale.
Nel 1995 ha partecipato ancora ai Mondiali, a La Clusaz, in Francia, chiudendo la gara di gobbe al 26º posto.